# 5030-as busz
Az 5030-es jelzésű autóbuszvonal helyközi autóbuszjárat Szeged és Röszke között, melyet a Volánbusz Zrt. lát el. Menetideje útvonaltól függően 28 perc és 40 perc között változik.

## Közlekedése
A járat Szeged és Röszke között közlekedik. Röszke felé 17 járat, Szeged felé 16 járat szállítja az utasokat, a járatok többsége korlátozó jelzéssel közlekedik. Röszkén egyes járatok végállomása a határátkelőhely, más járatoké a Kisszéksósi autóbusz-forduló. Egy hajnali járat Röszke Szent Antal tér és a határátkelőhely között közlekedik, menetideje 9 perc. Munkaszüneti napok kivételével naponta az első Szeged felé közlekedő járat a Kisszéksósi autóbusz-fordulótól indul és érinti Röszke, határátkelőhelyet.

## Megállóhelyei
| 5030 (Szeged – Röszke – Röszke, határátkelőhely) | 5030 (Szeged – Röszke – Röszke, határátkelőhely) | 5030 (Szeged – Röszke – Röszke, határátkelőhely) | 5030 (Szeged – Röszke – Röszke, határátkelőhely) | 5030 (Szeged – Röszke – Röszke, határátkelőhely) | 5030 (Szeged – Röszke – Röszke, határátkelőhely) | 5030 (Szeged – Röszke – Röszke, határátkelőhely) | 5030 (Szeged – Röszke – Röszke, határátkelőhely) | 5030 (Szeged – Röszke – Röszke, határátkelőhely) | 5030 (Szeged – Röszke – Röszke, határátkelőhely) |
| sz.                                              | sz.                                              | sz.                                              | sz.                                              | Megállóhely                                      | sz.                                              | sz.                                              | sz.                                              | sz.                                              | Átszállási kapcsolatok |
| ------------------------------------------------ | ------------------------------------------------ | ------------------------------------------------ | ------------------------------------------------ | ------------------------------------------------ | ------------------------------------------------ | ------------------------------------------------ | ------------------------------------------------ | ------------------------------------------------ | --- |
| 0                                                | 0                                                | 0                                                | 0                                                | Szeged, autóbusz-állomás végállomás              | 20                                               | 30                                               | 17                                               | 15                                               | 5, 6, 9, 19 7F, 21, 60, 60Y, 64, 67, 67Y, 70, 71, 71A, 72, 72A, 73, 73Y, 74, 74A, 74Y, 75, 76, 76Y, 77, 77A, 77Y, 78, 78A, 79H 1374, 1375, 1441, 1486, 1503, 1504, 1506, 1507, 1510, 1512, 1513, 1515, 1516, 1517, 1518, 1652 4990, 5000, 5001, 5002, 5003, 5004, 5005, 5007, 5010, 5011, 5012, 5013, 5015, 5016, 5019, 5020, 5021, 5022, 5023, 5024, 5025, 5031, 5032, 5033, 5034, 5035, 5040, 5041, 5042, 5043, 5044, 5045, 5046, 5047, 5049, 5050, 5054, 5055, 5056, 5058, 5059, 5060, 5061, 5062, 5063, 5064, 5066, 5070, 5071, 5075, 5076, 5109, 5112, 5160, 5188, 5189, 5190, 5329, 5362, 5369 |
| 1                                                | 1                                                | 1                                                | 1                                                | Szeged, Kálvária sugárút                         | 19                                               | 29                                               | 16                                               | 14                                               | 3, 3F 21, 36, 76, 77 1652 5031, 5032, 5033, 5035, 5040, 5042, 5328 |
| 2                                                | 2                                                | 2                                                | 2                                                | Szeged, Rákóczi utca                             | 18                                               | 28                                               | 15                                               | 13                                               | 4 76Y, 90 5031 |
| 3                                                | 3                                                | 3                                                | 3                                                | Szeged, szalámigyár                              | 17                                               | 27                                               | 14                                               | 12                                               | 4 76, 76Y 5031 |
| 4                                                | 4                                                | 4                                                | 4                                                | Szeged-Kecskéstelep, Gera Sándor utca            | 16                                               | 26                                               | 13                                               | 11                                               | 76, 76Y 5031 |
| 5                                                | 5                                                | 5                                                | 5                                                | Szeged-Kecskéstelep, Bódi Vera utca              | 15                                               | 25                                               | 12                                               | 10                                               | 76, 76Y 5031 |
| 6                                                | 6                                                | 6                                                | 6                                                | Szeged, Széchenyi evezőspálya                    | 14                                               | 24                                               | 11                                               | 9                                                | 5031 |
| 7                                                | 7                                                | 7                                                | 7                                                | Szentmihályi szántóföldek                        | 13                                               | 23                                               | 10                                               | 8                                                | 5031 |
| 8                                                | 8                                                | 8                                                | 8                                                | Röszke, Furusköz                                 | 12                                               | 22                                               | 9                                                | 7                                                | 5031 |
| 9                                                | 9                                                | 9                                                | 9                                                | Röszkei elágazás                                 | 11                                               | 21                                               | 8                                                | 6                                                | 5031 |
| 10                                               | 10                                               | 10                                               | ∫                                                | Röszke, József Attila utca                       | 10                                               | 20                                               | 7                                                | 5                                                | 5031 |
| 11                                               | 11                                               | 11                                               | ∫                                                | Röszke, Szent Antal tér                          | 9                                                | 19                                               | 6                                                | 4                                                | 5031 |
| 12                                               | 12                                               | 12                                               | ∫                                                | Röszke, virágkertészet                           | 8                                                | 18                                               | 5                                                | 3                                                | 5031 |
| 13                                               | 13                                               | 13                                               | ∫                                                | Röszke, Kossuth utca                             | 7                                                | 17                                               | 4                                                | 2                                                | 5031 |
| 14                                               | 14                                               | 14                                               | ∫                                                | Röszke, Bem utca                                 | 6                                                | 16                                               | 3                                                | 1                                                | 5031 |
| 15                                               | 15                                               | 15                                               | ∫                                                | Röszke, Dugonyi út                               | 5                                                | 2                                                | 2                                                | 0                                                | 5031 |
| 16                                               | 16                                               | ∫                                                | ∫                                                | Röszke, Kisszéksósi felüljáró                    | 4                                                | ∫                                                | 1                                                |                                                  | 5031 |
| 17                                               | 17                                               | ∫                                                | ∫                                                | Röszke, Kisszéksósi autóbusz-forduló végállomás  | 3                                                | ∫                                                | 0                                                |                                                  | 5031 |
| 16                                               | 16                                               | ∫                                                | ∫                                                | Röszke, Kisszéksósi felüljáró                    | 2                                                | ∫                                                |                                                  |                                                  | 5031 |
|                                                  | 18                                               | 16                                               | 10                                               | Röszke, Nagyszéksósi elágazás                    | 1                                                | 1                                                |                                                  |                                                  | 5031 |
|                                                  | 19                                               | 17                                               | 11                                               | Röszke, határátkelőhely végállomás               | 0                                                | 0                                                |                                                  |                                                  | 5031 |